# 六兰水库
六兰水库是中国广西壮族自治区南宁市横县境内的一座水库，位于郁江流域云表江上，建于1960年。水库正常库容为6600万立方米，集雨面积为195平方千米，海拔为108.1米。